# Moucherolle beige
Empidonax fulvifrons
Pour les articles homonymes, voir Moucherolle à poitrine fauve (homonymie).
Ne doit pas être confondu avec Moucherolle à ventre fauve, Moucherolle fauve, Moucherolle à poitrine ocre, Moucherolle à poitrine grise ou Moucherolle à poitrine olive.
Espèce
Synonymes
- Muscicapa fulvifrons

Statut de conservation UICN

 LC  : Préoccupation mineure
Le Moucherolle beige (Empidonax fulvifrons), également appelé Moucherolle à poitrine fauve, est une espèce de passereau placée dans la famille des Tyrannidae. Cet oiseau vit principalement au Mexique.

## Systématique
Cet oiseau a été décrit en 1841 par Jacob Post Giraud sous le nom scientifique de Muscicapa fulvifrons.

## Sous-espèces
Selon la classification de référence du Congrès ornithologique international (15.1, 2025) il se répartit en six sous-espèces :
- E. f. pygmaeus Coues, 1865 — sierra Madre occidentale ;
- E. f. fulvifrons (Giraud, 1841) — moitié nord de la sierra Madre orientale ;
- E. f. rubicundus Cabanis & Heine, 1859 — nord de la sierra Madre occidentale et cordillère néovolcanique ;
- E. f. brodkorbi A.R. Phillips, 1966 — Río Molino, au sud de l'État d'Oaxaca) ;
- E. f. fusciceps Nelson, 1904 — monts du Chiapas, Guatemala et El Salvador ;
- E. f. inexpectatus Griscom, 1932 — Honduras[3].